# ダース
ダース (dozen, 打) とは個数の単位で、12個の組を表す。

## 語源
英語の dozen /ˈdʌzn/（ダズン）の転訛。
dozen は古フランス語に由来する。現代フランス語では douzaine /duzɛn/（ドゥゼンヌ）で、これは場合によっては正確に十二ではなく「十二くらい」という意味になる。これは本来は基数詞 douze (12) から派生した集合数詞で、「12の同種のものの集まり」という意味である。フランス語の集合数詞の使用は限定的だが、他に huit (8) からの huitaine 、dix (10) からの dizaine 、quinze (15) からの quinzaine 、vingt (20) からの vingtaine などがある。
douze のさらに語源はラテン語の duodecim である。

## 用法

### 日本語

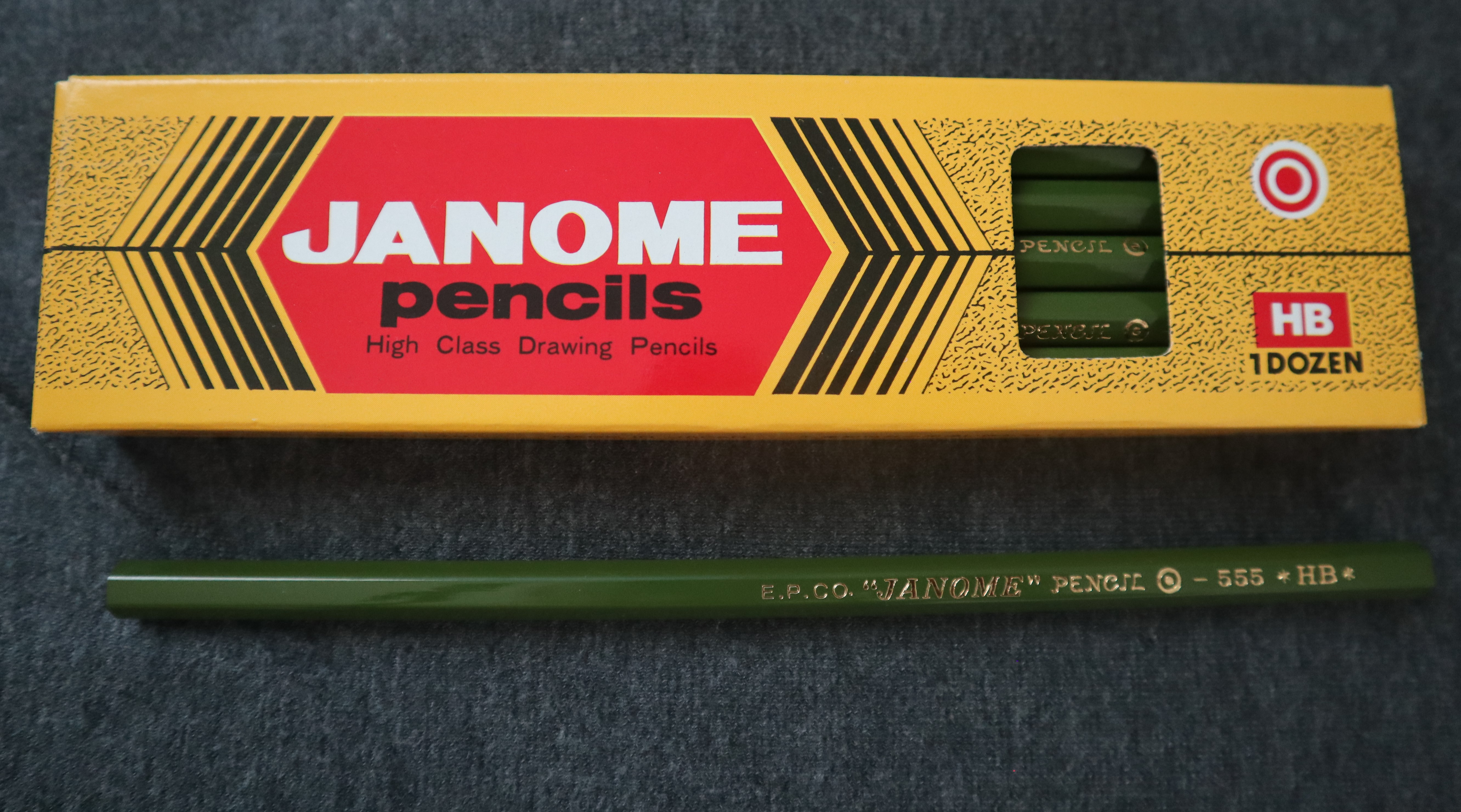
鉛筆の1ダース箱

例えば鉛筆が「12本」という代わりに「1ダース」という。文例としては「鉛筆1ダース（がある）」「1ダースの鉛筆（がある）」「鉛筆が1ダース（ある）」など。これらの「1ダース」は「12本」と同義語であり、「ダース」は助数詞の一種として扱われる。それ故に、（「十」のような数詞と異なり）本来の助数詞「本」を後ろに付けない。
離散的な個数に対してのみ使い、量（誤例：長さが1ダースメートル、30日を「2ダース6日」）や序数（誤例：順位が1ダース）には使わない。
通常は12の倍数にのみ使用され、12の倍数以外では使われない例が多い。例えば、36個を「3ダース」（3012）、60個を「5ダース」（5012）という用法が通例で、45個や100個をわざわざ「3ダースと9個」「8ダースと4個」という用法は稀である。6で割り切れて12で割り切れない数は、6個が「半ダース」、30個が「2ダース半」（2612）、90個が「7ダース半」（7612）というように「Mダース半」というように用いられる。

### 英語
英語では a dozen pencils が通例で、a dozen of pencils はまれ。
数詞や some 以外の相当語を伴う場合は単複同形  (two dozen pencils, several dozen pencils) だが、some を伴う場合は複数形をとる (some dozens pencils)。
a dozen や dozens は漠然と「たくさん」を意味することもある。

## グロス
ダースの上の単位で、12ダース（122＝144個）をグロス (gross)、12グロス（123＝1728個）をグレートグロスや大グロス (great gross)という。他には10ダースすなわち5/6グロス（12×10＝144×(5/6)＝120個）をスモールグロスや小グロス (small gross) という。なお、漢字表記では、ダースは「打」と表記されるが、グロスは「哥」と表記されることがある。
これらの用法は「ダース」と同じで、離散的な物の個数のみに使用され、量や序数には使用されない。例えば、「画用紙5グロスを、16学級で45枚ずつ配る。」（720枚÷16学級＝45枚）や「1ヶ月で6グロス、1年で6大グロス生産する。」（864個×12ヶ月＝10368個）というように使用される。人数、金額、角度、西暦年などにはまずもって使用されない。
「グロス」も通常は144の倍数、「大グロス」も通常は1728の倍数に用いられるのが通例で、倍数以外には用いないことが多い。例えば、432個を「3グロス」（30012）、8640個を「5大グロス」（500012）という用法が通例で、270個を「1グロス10ダース6個」（1A612）、2010個を「1大グロス1グロス11ダース6個」（11B612）という用法は稀である。144で割り切れて1728で割り切れない数は、2016個が「14グロス」（120012）、2592個が「18グロス」（160012）というように、「M大グロスMグロス」ではなく「Mグロス」というように用いられる例もある。

## パン屋の1ダース
英語で、パン屋の1ダース (Baker's dozen) は13を表す。

## 悪魔の1ダース
ロシア語圏で、悪魔の1ダース (devil's dozen) は、13を表す。これは悪魔を召喚する際に13人の魔女が集まるという迷信に由来しており、そのため、魔女の1ダース (witch's dozen) と呼ばれることもある。